# Шерстнёв, Владимир Павлович
Владимир Павлович Шерстнёв (13.08.1920, Екатеринбург — 12.12.1992, Москва) — командир отделения роты связи 10-го стрелкового батальона 188-го Аргуньского стрелкового полка 106-й Днепровско-Забайкальской стрелковой дивизии 65-й армии Центрального фронта, младший сержант. Герой Советского Союза.

## Биография
Родился 13 августа 1920 года в городе Екатеринбург. Окончил 6 классов школы № 47. Работал электроподъёмщиком на кондитерской фабрике.
В Красной Армии с 27 сентября 1940 года. На фронте в Великую Отечественную войну с февраля 1943 года. Сражался на Центральном и 1-м Украинском фронтах. Дважды ранен и контужен.
Командир отделения роты связи 10-го стрелкового батальона 188-го Аргуньского стрелкового полка младший сержант Владимир Шерстнёв в числе первых под ураганным вражеским огнём на самодельном плотике 15 октября 1943 года переправился через реку Днепр в районе посёлка городского типа Лоев Лоевского района Гомельской области Белоруссии и, проложив кабельную линию, установил связь передового отряда с командным пунктом 188-го стрелкового полка. В ходе боёв на плацдарме неоднократно, рискуя жизнью, устранял повреждения на линии, обеспечивая бесперебойную связь.
Указом Президиума Верховного Совета СССР от 30 октября 1943 года за образцовое выполнение боевых заданий командования и проявленные при этом мужество и героизм, младшему сержанту Шерстнёву Владимиру Павловичу присвоено звание Героя Советского Союза с вручением ордена Ленина и медали «Золотая Звезда».
В 1946 года сержант Шерстнёв В. П. — в запасе. Член ВКП(б)/КПСС с 1951 года. Жил и работал в городе Горбатов Нижегородской области. С 1957 года жил в городе Реутов Московской области. До ухода на заслуженный отдых работал гальваником на местном заводе. Умер 12 декабря 1992 года. Похоронен на Никольском кладбище в Балашихе.
Награждён орденами Ленина, Отечественной войны 1-й степени, медалями.